# Kari Rissanen
Kari Rissanen (Helsinki, 29 augustus 1966) is een voormalig profvoetballer uit Finland, die speelde als verdediger gedurende zijn carrière. Hij beëindigde zijn actieve loopbaan in 2004 bij de Finse club PK-35 Vantaa.

## Interlandcarrière
Rissanen, bijgenaamd Kaje en Falcon, kwam in totaal 24 keer (één doelpunt) uit voor de nationale ploeg van Finland in de periode 1988-1998. Onder leiding van bondscoach Jukka Vakkila maakte hij zijn debuut op 7 februari 1988 in de vriendschappelijke uitwedstrijd tegen Malta (2-0) in Attard.

## Erelijst
HJK Helsinki
- Veikkausliiga

1985, 1987, 1988, 1990
 Atlantis FC
- Suomen Cup

2001